# پتوخوف لوگ
پتوخوف لوگ (به لاتین: Petukhov Log) یک منطقهٔ مسکونی در روسیه است که در سرزمین آلتای واقع شده‌است.